# Universo della Guida galattica per gli autostoppisti
L'universo della Guida galattica per gli autostoppisti è l'ambientazione dell'omonima serie letteraria e delle opere derivate.

## Tecnologia

### Società Cibernetica Sirio
La Società Cibernetica Sirio (SBS) è un'azienda tecnologica. La guida definisce la divisione marketing della SBS come "un branco di idioti rompiballe che saranno i primi ad essere messi al muro quando verrà la rivoluzione" e mette una nota a piè di pagina dove dice che "i curatori saranno lieti di ricevere domande d'impiego da chiunque sia interessato a fare il redattore di robotica". Curiosamente, un'edizione dell'Enciclopedia Galattica, arrivata tramite tramite una distorsione spazio-temporale da mille anni avanti nel futuro, definisce la divisione marketing della SBS "un branco di idioti rompiballe che sono stati i primi a essere messi al muro quando c'è stata la rivoluzione".

### Cuore d'Oro
La Cuore d'Oro è una nave spaziale costruita dal Governo Galattico Imperiale. Il veicolo è il primo e unico del suo genere, possedendo un motore a improbabilità infinita. Proprio il giorno del suo varo su Damogran – pianeta su cui è stata segretamente costruita – la nave viene rubata da Zaphod Beeblebrox, Presidente della galassia. Quest'ultimo progetta e attua il furto della nave assieme a Trillian. Durante la fuga la nave (si noti, la nave e non l'equipaggio) salverà Ford Prefect e Arthur Dent.
(Douglas Adams, Guida galattica per gli autostoppisti)
La Cuore d'Oro funziona con un potente motore ad improbabilità infinita, tecnologia che implementa nel trasposto la quinta dimensione – la probabilità – rendendo obsoleto l'iperspazio. Questa tecnologia sfrutta e modifica l'indice di improbabilità, vale a dire le possibilità che una determinata cosa accada: ad un indice di improbabilità di 1 a 1, tutto è normale; se l'indice è 2 a 1, 3 a 1 ecc, ogni cosa ha maggiori possibilità di accadere, incluso il fatto che una nave sia in ogni posto dell'universo contemporaneamente. Il sistema è ancora in test, infatti ad ogni utilizzo possono accadere cose insolite.
Nel libro Arthur e Ford vengono inondati di budino e poi assaliti da un gruppo di scimmie volenterose di parlare di una sceneggiatura dell'Amleto; nel film i due diventano dei divani e il ponte della nave di stoffa.

## Luoghi

### Magrathea
Magrathea è un pianeta-fabbrica specializzato nella costruzione di pianeti di lusso per ricchi abitanti della Galassia. Le elevatissime tariffe richieste avevano arricchito enormemente Magrathea e i suoi abitanti, impoverendo il resto della Galassia. Il pianeta si era perciò imposto un periodo di animazione forzata di alcuni milioni di anni, finché non ci fossero stati altri committenti in grado di pagarsi un pianeta "su misura".
Nel primo libro, la Guida galattica per gli autostoppisti, i protagonisti della serie si recano su Magrathea per incontrare Slartibartfast, che fu uno dei costruttori della Terra, e nella fattispecie il progettista dei fiordi della Norvegia.

## Altro

### Messaggio Finale di Dio al Creato
Il Messaggio Finale di Dio al Creato (God's Final Message to His Creation nella versione originale) viene citato per la prima volta nel libro La vita, l'universo e tutto quanto nel capitolo finale dal personaggio di Prak (un alieno di cui Arthur Dent, protagonista della serie di libri, fa la conoscenza). Viene descritto da questo come l'ultimo messaggio che Dio in persona ha lasciato all'umanità, nel quale sarebbe contenuto il significato intrinseco della vita e dell'universo stesso. Per far sì che il messaggio non possa venire distrutto, esso è stato inciso in stampatello e a caratteri cubitali su delle enormi rocce perennemente in fiamme, a loro volta poste su un pianeta disabitato ai margini dell'universo. Arthur, interessato dal poter finalmente conoscere la verità sull'esistenza, chiede a Prak di dirgli il messaggio. Quest'ultimo però si rifiuta, dicendo che se davvero vuole saperlo deve trovarlo lui stesso; a questo punto l'alieno gli comunica la sua ubicazione, ma Arthur si renderà conto di non poterlo raggiungere per il momento. Più specificatamente, viene così descritta da Prak la località in cui il Messaggio Finale di Dio al Creato si trova:
(Douglas Adams, La vita, l'universo e tutto quanto)
Nel libro successivo, Addio, e grazie per tutto il pesce, il Messaggio Finale di Dio al Creato diventa un tema ricorrente. Arthur e Fenchurch, la sua fidanzata, diventano sempre più interessati alla questione, così come lo diventeranno Ford Prefect e Marvin (compagni di avventure di Arthur e co-protagonisti di tutti gli altri capitoli della serie). Nel finale del libro, Arthur e Fenchurch riescono a raggiungere il pianeta Preliumtarn, su cui il Messaggio Finale si trova, scoprendo inoltre che anche un Marvin morente sta usando le sue ultime forze per poterlo leggere. Dopo un'interminabile cammino lungo il pianeta, i tre protagonisti riescono a raggiungere il Messaggio, scoprendo che tutto ciò che dice è: "Ci scusiamo per il disturbo" ("We apologise for the inconvenience" nella versione originale, tradotto letteralmente: "Ci scusiamo per l'inconveniente"). Dopo averlo letto, Marvin ritrova la pace interiore e pronuncia le sue ultime parole prima di morire: "È un messaggio che mi solleva lo spirito". 

### Gotto Esplosivo Pangalattico
Il Gotto Esplosivo Pangalattico (Pan Galactic Gargle Blaster) è una bevanda alcolica inventata da Zaphod Beeblebrox. Viene descritta in questo modo all'interno del libro:
Anche la Guida galattica per gli autostoppisti nomina l'alcol. Dice che la miglior bevanda alcolica che esista è il Gotto Esplosivo Pangalattico.
Dice che quando si beve un Gotto Esplosivo Pangalattico si ha l'impressione che il cervello venga spappolato da una fetta di limone legata intorno a un grosso mattone d'oro.
La Guida dice anche quali sono i pianeti su cui servono i migliori Gotti Esplosivi Pangalattici, quanto costano l'uno, e quali sono le organizzazioni volontarie che possono aiutare il bevitore a disintossicarsi.»
La ricetta della bevanda, riportata nell'opera, è la seguente: